# Schijnkracht
Een schijnkracht (ook wel genoemd pseudokracht, d'Alembert kracht, of inertiaalkracht) is een kracht die wordt waargenomen wanneer een beweging vanuit een coördinatenstelsel wordt bekeken dat zelf aan een versnelling onderhevig is. Indien men binnen zo'n stelsel de eerste wet van Newton wil laten gelden, moet een schijnkracht worden ingevoerd. Als men bewegingen bestudeert vanuit een inertiaalstelsel, een niet-versneld referentiestelsel, zijn er geen schijnkrachten nodig.

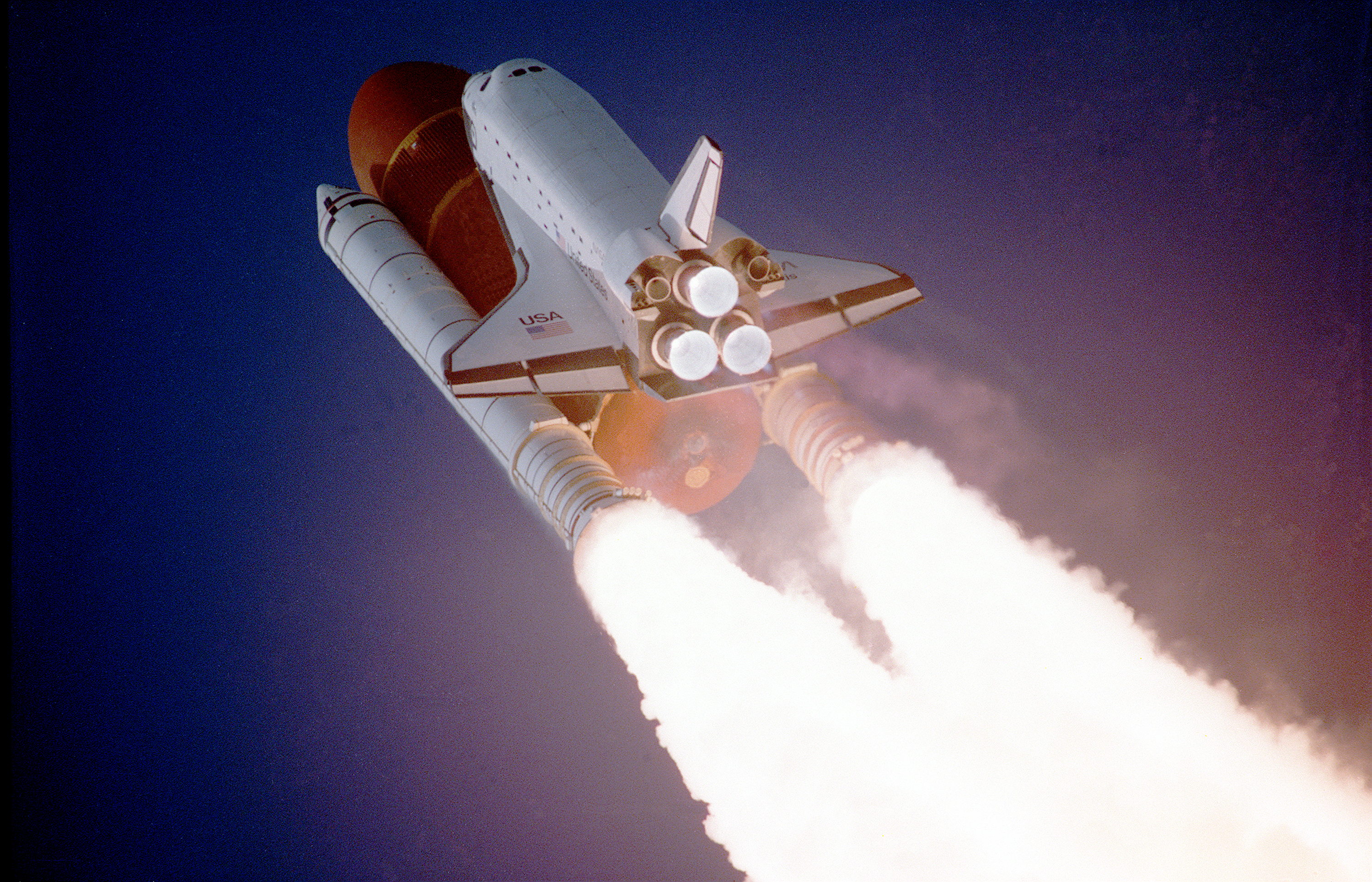
Voor astronauten in een spaceshuttle lijkt het door de (extra) versnelling van 3g alsof de zwaartekracht viermaal zo groot is als voor de start.

In een weg spurtende auto, een naar boven in beweging komende lift, een opstijgende raket of op een draaiende planeet lijkt het alsof er op voorwerpen een extra kracht wordt uitgeoefend. Dat is in het geval van de auto, de lift en de raket een inertiaalkracht, in het geval van de planeet een middelpuntvliedende kracht en een corioliskracht.

## Formules
Volgens de eerste wet van Newton moet de vectoriële som van alle krachten op een puntmassa gelijk aan nul zijn als het niet versnelt. Als het coördinatenstelsel waarin wordt gemeten zelf wel versnelt moet er dus een traagheidskracht {\displaystyle {\vec {F}}_{\text{T}}} worden ingevoerd. Met {\displaystyle {\vec {F}}_{\text{T}}=-m\cdot {\vec {a}}_{\text{stelsel}}}.

## Versnelling in rechte lijn
Een beweging moet altijd vanuit een bepaald standpunt, een coördinatenstelsel bekeken worden. Als dat stelsel "stil staat", dan klopt de eerste wet van Newton en is er niks aan de hand. "Stil staan" bestaat alleen in theorie: de aarde draait bijvoorbeeld en suist door het heelal. Als het stelsel alleen rechtlijnig beweegt met een constante snelheid is er voor die eerste wet nog steeds niks aan de hand: alle proefjes die je kunt doen in een constant rijdende trein op rechte rails gaan hetzelfde als in een stilstaande trein. Dat zijn allebei inertiaalstelsels.
Het wordt anders wanneer de trein afremt. Hangende voorwerpen gaan dan wat schuin naar voren hangen. Een reiziger die vooruit rijdt blijft eerst nog naar voren bewegen, totdat de zitting aan de overkant ook de reiziger meeneemt in de vertraging van de trein, waarbij deze zich vanwege het verschijnsel traagheid in de stoel gedrukt voelt.
Ook wanneer de trein een bocht maakt is er voor de reiziger een schijnkracht die dingen en mensen in de trein scheef laat hangen naar opzij, naar de buitenkant van de bocht. Als het stelsel (of de trein) een rechtlijnige versnelling (of tijdsafhankelijke translatie ten opzichte van een inertiaalstelsel) uitvoert, is de schijnkracht per hoeveelheid massa overal gelijk.
Een ander voorbeeld is een auto die hard optrekt. De bestuurder voelt zich in de stoel gedrukt. Binnen de auto lijkt er een kracht te zijn, een mysterieuze kracht als je niet naar buiten kijkt, die hem naar achteren duwt. De waarnemer zal deze kracht bijvoorbeeld traagheidskracht noemen. Een waarnemer die buiten de auto staat heeft deze schijnkracht niet nodig: hij ziet een inzittende die door de rug van de stoel vooruit geduwd wordt en zo dezelfde versnelling krijgt als de auto. Dat is "gewoon" duwkracht en F=m.a.

## Cirkelvormige beweging
Als een auto een bocht maakt worden de inzittenden naar buiten toe geduwd. Iemand die naast de weg staat, ziet dat het de auto-stoelen of de auto-deur is, die tegen de inzittenden aan duwen: als de deur open zou gaan zouden de inzittenden rechtdoor de auto uitvliegen, die zelf een bocht maakt. (Soms wordt bij een weg of treinspoor verkanting toegepast, en wel zo dat de weg of het spoor helt naar de binnenzijde van de bocht, wat bij een bepaalde snelheid de middelpuntvliedende kracht compenseert. Alles voelt dan, als men in de auto of trein niet beweegt, hetzelfde als rijden op een horizontale rechte weg, maar visueel lijkt een vlak landschap naar beneden te hellen aan de buitenzijde van de bocht (en naar boven aan de binnenzijde). Bij een hangende zitplaats, zoals in een zweefmolen, komt hetzelfde bij elke draaisnelheid vanzelf tot stand.) Bij een lagere snelheid voelt de inzittende dat het voertuig schuin staat, bij een hogere voelt hij de extra middelpuntvliedende kracht.
Er zijn drie schijnkrachten die een waarnemer kan vaststellen, die zichzelf in een draaiend stelsel bevindt:
- de middelpuntvliedende kracht en
- de corioliskracht.

Als de draaiing zelf ook versnelt, is er nog
- de eulerkracht.[13]

Als de waarnemer zelf richting oost of west beweegt kan hij ontdekken dat bijvoorbeeld een massa van 10 kg - als je met 10 m/s richting west gaat op de evenaar- 3 gram zwaarder lijkt te zijn. Dat wordt veroorzaakt door het
- Eötvös-effect

## Wisseling van perspectief
Het vermogen om een proef eerst vanuit één standpunt te bekijken en dan vanuit een ander standpunt is bijzonder nuttig gebleken in de natuurkunde. Het stelde Christiaan Huygens in staat botsingsregels voor biljartballen op te stellen, het hielp Isaac Newton de regels van vallende appels in overeenstemming te brengen met de regels voor manen en planeten.
Misschien wel de meest vergaande stap nam Albert Einstein bij het opstellen van zijn equivalentieprincipe: hij stelde dat zwaartekracht - op dat moment de geheimzinnigste van de fundamentele krachten - ook op te vatten is als een schijnkracht. Ook in zijn latere relativiteitstheorie is dit zo.